# Município de Black Creek (condado de Mercer, Ohio)
Localização do Ohio nos E.U.A.
O município de Black Creek (em inglês: Black Creek Township) é um município localizado no condado de Mercer no estado estadounidense de Ohio. No ano 2010 tinha uma população de 612 habitantes e uma densidade populacional de 6,6 pessoas por km².

## Geografia
O município de Black Creek encontra-se localizado nas coordenadas 40° 41′ 07″ N, 84° 44′ 37″ O. Segundo o Departamento do Censo dos Estados Unidos, o município tem uma superfície total de 92.74 km², da qual 92,67 km² correspondem a terra firme e (0,08 %) 0,07 km² é água.

## Demografia
Segundo o censo de 2010, tinha 612 pessoas residindo no município de Black Creek. A densidade de população era de 6,6 hab./km².